# Pornassio
Pornassio (ligur nyelven Purnasce) egy olasz község Liguria régióban, Imperia megyében.

## Gazdaság
Legjelentősebb bevételi forrása a mezőgazdaság, különösen a szőlő- és olivatermesztés.

## Közlekedés
Megközelíthető az A10 autópályán, az  Imperia Est lehajtóról.